# Regjeringen.no
Regjeringen.no (Nynorsk regjeringa.no, samisch ráđđehus.no, englisch government.no) ist die offizielle Webpräsenz der norwegischen Regierung. Auf dem 2007 initiierten Informationsportal werden die meisten der von den Ministerien herausgegebenen Dokumenten im Internet der Öffentlichkeit zugänglich gemacht. Darüber hinaus werden dort Pressemitteilungen über die Arbeit der Regierung bereitgestellt.

## Redaktionelles Profil
Regjeringen.no dient nicht zur Kommunikation zwischen den Bürgern und der Regierung Norwegens, sondern wird fast ausschließlich dazu genutzt, Pressemeldungen, Nachrichten und Regierungsdokumente zu veröffentlichen. Die meisten größeren Dokumente werden sowohl als PDF-Datei als auch kapitelweise als einzelne HTML-Seiten publiziert, wobei die PDF-Version identisch mit der Papierversion des Dokuments ist. Regjeringen.no ist nicht in die Verwaltungssysteme der Ministerien integriert, weshalb die zu veröffentlichenden Texte öffentlichkeitsgerecht bearbeitet werden müssen, nachdem die Dokumente im Verwaltungssystem archiviert wurden.
Die Seitensuche ermöglicht es dem Benutzer, nach Dokumententyp zu suchen und die Informationen nach Datum oder Ministerium zu filtern. Die Suche beschränkt sich dabei nicht auf ein einzelnes Ministerium, sondern erlaubt es, auf sämtliche Dokumente, die bei Regjeringen.no veröffentlicht wurden, zuzugreifen.  

## Geschichte
Am 12. Februar 2007 wurde Regjeringen.no als offizieller Internetauftritt der norwegischen Regierung ins Leben gerufen und ersetzte damit den Dienst Offentlig dokumentasjon og informasjon i Norge (Odin), das als Pilotprojekt am 1. August 1995 startete und als permanenter Dienst 1998 fest etabliert wurde. Die Website, deren Artikel auf der Software Microsoft Word basierten, hatte die Webadresse odin.dep.no. Norsk Regnesentral, eine private, unabhängige Forschungsstiftung, führte 1997 eine externe Evaluation und Verbraucherbefragung durch, in der sie trotz Schwächen den Dienst als wertvollen Beitrag ansahen, der wichtige Bedürfnisse politischer Institutionen, der Verwaltung und des Publikums erfüllte. Die operative Durchführung wurde seinerzeit vom norwegischen Arbeits- und Verwaltungsministerium an die Behörde Statens forvaltningstjeneste, Vorgänger des Departementenes servicesenter, übertragen, damit Odin im Gleichzug mit Regierungsbeschlüssen und -empfehlungen weiterentwickelt werden konnte.